# بريميزيه (آن)
بريميزيه (بالفرنسية: Prémeyzel)‏ هي بلدية فرنسية تقع في إقليم الآن في فرنسا. رمز إنسي لها هو:1310. أما الرمز البريدي لها فهو: 1300.